# Dinah Manoff
Dinah Manoff (New York, 25 januari 1956) is een Amerikaans actrice.
Haar vader was scenarioschrijver Arnold Manoff en haar moeder actrice Lee Grant.
Manoff was tweemaal getrouwd, eerst met ontwerper Jean-Marc Joubert en sinds 1997 met Arthur Morell, met wie ze drie zonen heeft. In 1997 kreeg ze haar eerste kind en in 2002 een tweeling.

## Carrière
Op achttienjarige leeftijd speelde ze in de door haar moeder geregisseerde film The Stronger. Bekende rollen van haar zijn die van Marty Marashino in Grease en Elaine Lefkowitz-Dallas in Soap. Hierna speelde ze veel gastrollen en trad ze ook in toneelstukken op.
- International Standard Name Identifier: 0000 0000 3743 4540
- Library of Congress Control Number: no00044309
- Virtual International Authority File: 11849988
- WorldCat: E39PBJxrT93ybH9xqkXPVJVKVC